# Fiends of Dope Island
Albums de The Cramps
Big Beat from Badsville
(1997)
Fiends of Dope Island est le neuvième et dernier album studio du groupe américain The Cramps avant le décès de son leader Lux Interior en 2009.

## Titres
1. Big Black Witchcraft Rock
2. Papa Satan Sang Louie
3. Hang Up
4. Fissure Of Rolando
5. Dr. Fucker M.D. (Musical Deviant)
6. Dopefiend Boogie
7. Taboo
8. Elvis Fucking Christ!
9. She's Got Balls
10. Oowee Baby
11. Mojo Man from Mars
12. Color Me Black
13. Wrong Way Ticket